# Equipo de Reservas de la Asociación Deportiva Tarma
El Equipo de Reservas de la Asociación Deportiva Tarma es el más alto de los equipos juveniles de ADT. Juega desde el año 2025 en la Liga 3, la tercera categoría del fútbol nacional. Es el segundo equipo del club después de la escuadra principal.

## Historia
Si bien el Torneo de Reservas dio inicio el su edición del 2010, no fue hasta el 2022 que la Reserva de ADT fue partícipe de dicho torneo. Esto gracias al ascenso del equipo principal tras una buena campaña en la Copa Perú 2021 y la reactivación del torneo tras la Pandemia de COVID-19.
En su primera participación en la edición del 2022, fue parte del Grupo D, grupo el cual compartió con otros 7 equipos, dicho año no pudo pasar a la siguiente etapa al quedar tercero de su grupo restandole solo 3 puntos para ser parte de la Fase Final.
Para el año 2023 tuvo un mejor desempeño al ocupar el 5 escaño del grupo único de la Fase Regular, puesto que le permitió ser parte de la Liguilla A de los Play-offs, liguilla la cual no pudo superar al solo conseguir 4 puntos en sus 5 partidos.
En la primera fase del Torneo de Reservas 2024 consiguió 32 puntos en grupo de la Zona Sur, puntaje más que lo aseguró en los octavos de final del torneo. En octavos de final eliminó con un global de 4-3 al Equipo de Reservas del Unión Comercio lo que le permitió pasar a cuartos de final del torneo y obtener uno de los cupos a la primera edición de la Liga 3 2025. Ya en cuartos de final tocó enfrentar a la Universidad César Vallejo, donde pudo imponerse con un global de 4 a 3, dándole paso a las semifinales donde caería eliminado a manos de FBC Melgar con un global de 1 a 6 en contra.

## Estadio
El Equipo de Reservas de ADT juega de local en el estadio unión Tarma el cual se encuentra ubicado en la ciudad de Tarma, Provincia de Tarma, siendo este recinto donde continua ejerciendo su localía en la Liga 3 2025.